# Torre de Giraba (Lludient)
La Torre de Giraba a Lludient, a la comarca de l'Alt Millars, és una torre de vigilància d'època islàmica medieval, catalogada, de manera genèrica, com Bé d'Interès Cultural, amb codi 12.08.073-001.
La torre se situa prop del sud de la població de El Castell de Vilamalefa, però en el terme municipal de Lludiente i prop del llogaret de Giraba, de la qual pren nom.

## Història
La zona de Lludient ha tingut assentaments poblats des de l'edat del Bronze, l'època íbera i fins i tot existeixen restes d'una vila romana en el seu terme. Malgrat tot això no se sap certament quan va tenir el seu origen el poble de Lludient, ja que no hi ha unanimitat entre autors, havent-hi opinions diverses, des del grup que considera que el seu origen està en l'època íbera, i els que consideren que el seu origen és de l'època árabe.
En un primer moment va pertànyer a l'antic bisbat de Dénia, adscrivint-se en ell amb el nom de “Intam”.
Tota la zona en la qual Lludient es troba va estar immersa en els conflictes amb la població hispana-musulmana que encapçalava el rei Almohade Abu-Zayd, que va fixar la seva última residència a Argeleta, deixant el castell del Bou Negre, situat entre els actuals termes d'Argeleta i Lludient. Aquest rei es cristianitzà i fins i tot va ajudar el rei Jaume I d'Aragó en la conquesta de València.
És probable que Lludient fos habitada per pobladors dels anteriors nuclis. És per tot això pel que l'existència de torres de vigilància a la zona pot considerar-se lògica i normal.
Va haver de tractar-se d'un lloc de vigilància que proporcionaria informació de la zona als castells que es dispersaven pel curs del riu i la fortalesa del Castell de Vilamalefa. És per això que se situa en una zona elevada, en el cim d'un turó des del qual es domina el curs del riu Millars, en la part del mateix que travessa el sud del terme municipal del Castell de Vilamalefa.

## Descripció
La torre és de planta circular i fàbrica de carreus de petita mida, presentant un sòlid aspecte. L'accés es realitza per la part inferior i, al seu voltant, encara poden distingir-se estructures d'un anterior emmurallament de la zona, raó per la qual alguns autors consideren la possibilitat que més que una simple torre de vigilància fos un petit castell.
Actualment no s'aprecia la part superior de la torre, ja que està escapçada. Externament només s'aprecien algunes finestres, mentre que en el seu interior hi ha restes de l'escala d'accés a les plantes superiors.